# St. Mauritius (Oberhausen)

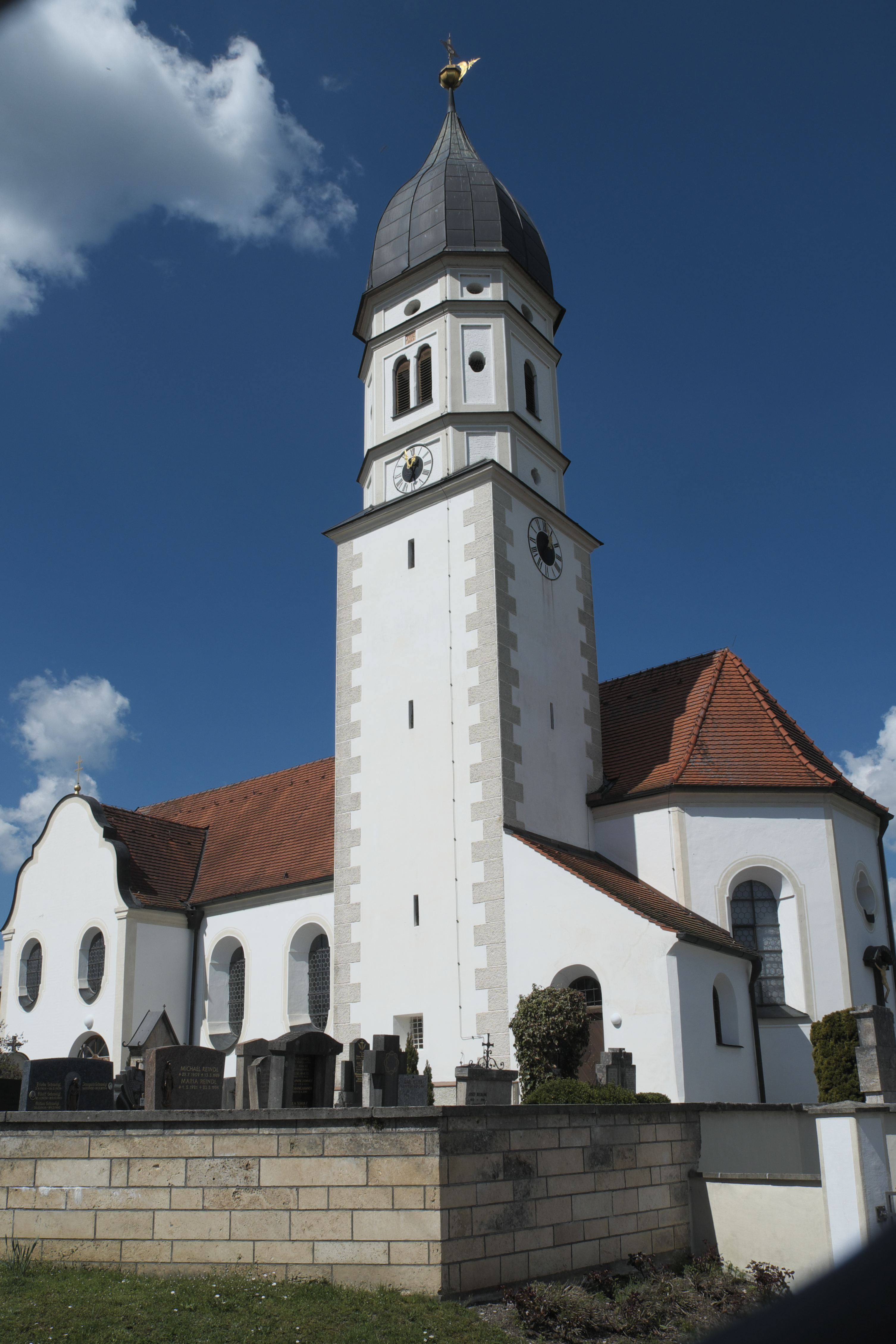
Pfarrkirche St. Mauritius

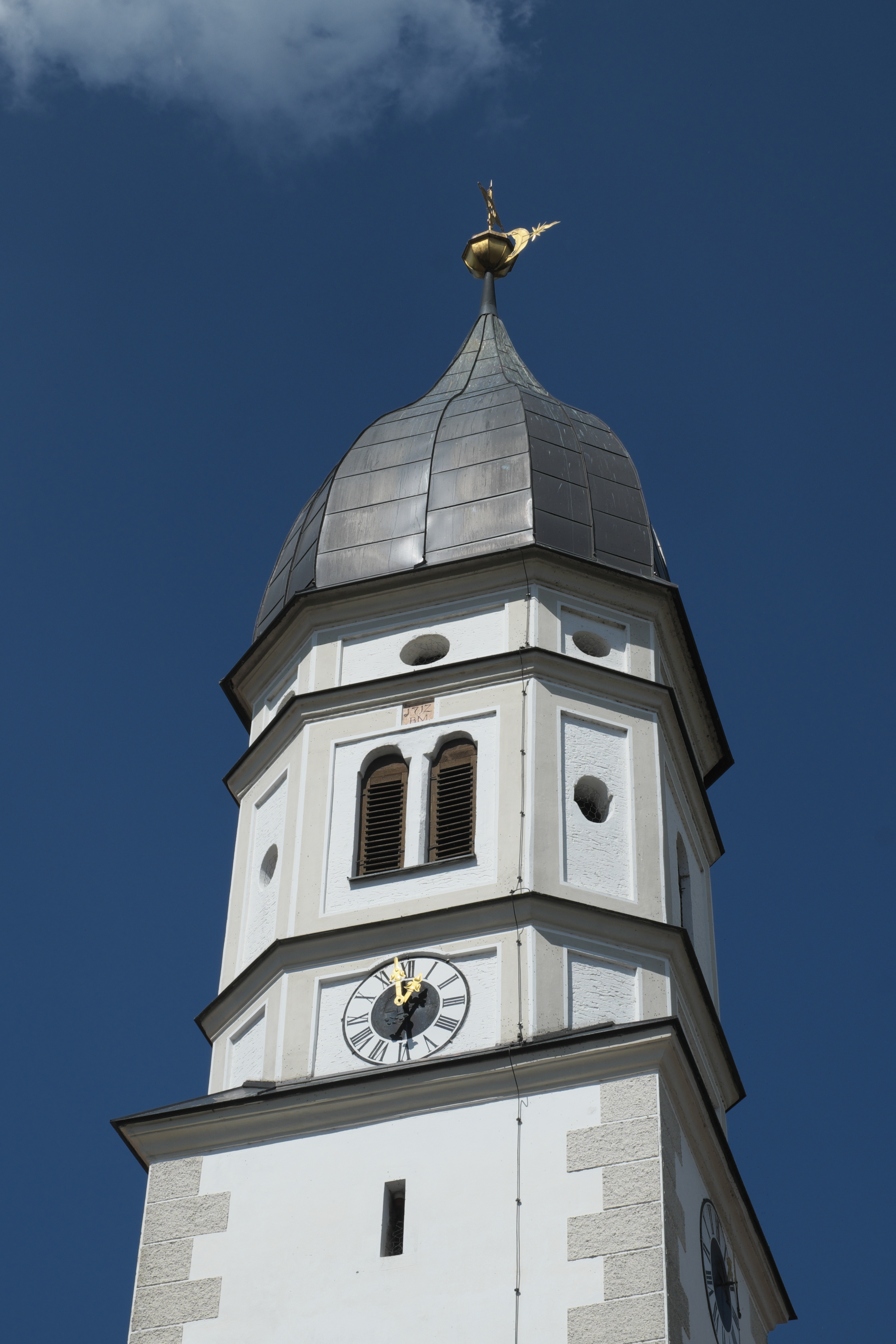
Glockenturm

Die katholische Pfarrkirche St. Mauritius in Oberhausen (bei Peißenberg), einer Gemeinde im bayerischen Landkreis Weilheim-Schongau, ist im Kern ein gotischer Bau aus dem 15. Jahrhundert, der im 17. Jahrhundert im Stil des Barock erneuert und zu Beginn des 20. Jahrhunderts verlängert wurde.

## Geschichte
Einen ersten Kirchenbau gab es in Oberhausen bereits im 11. Jahrhundert. Im Jahr 1420 wurde der gotische Neubau geweiht. Die heutige Kirche wurde im Jahr 1684 unter dem Huglfinger Maurermeister Michael Mägele begonnen und 1686 geweiht. Der Turmunterbau und wahrscheinlich auch die Chormauern wurden in die neue Kirche integriert. 1712 erfolgte die Erhöhung des Turmes um den Aufsatz mit seinen abgeschrägten Ecken und gelängter welscher Haube. 1902 wurde die Kirche nach Westen erweitert, an der Südseite wurde ein großes Vorzeichen im Stil des Neubarock angebaut.
In den 1980er-Jahren erhielt die Kirche eine elektrische Heizung und Außenbeleuchtung. Von 2009 bis 2015 wurde das Gotteshaus, insbesondere der Dachstuhl und das Dach, saniert und auch Teile der Ausstattung restauriert.

## Architektur
Im südlichen Chorwinkel erhebt sich der Glockenturm mit seinem quadratischen Unterbau aus gotischer Zeit. Der obere Aufsatz ist reich durch Gesimse und Blendfelder gegliedert und wird von zahlreichen Öffnungen und von gekuppelten Klangarkaden durchbrochen. Das Langhaus, ein Saalbau mit einfacher Westempore, wird von oben und unten abgerundeten Fenstern beleuchtet. Der eingezogene Chor schließt mit einem Fünfachtelschluss. Chor und Langhaus werden von Stichkappentonnen gedeckt.

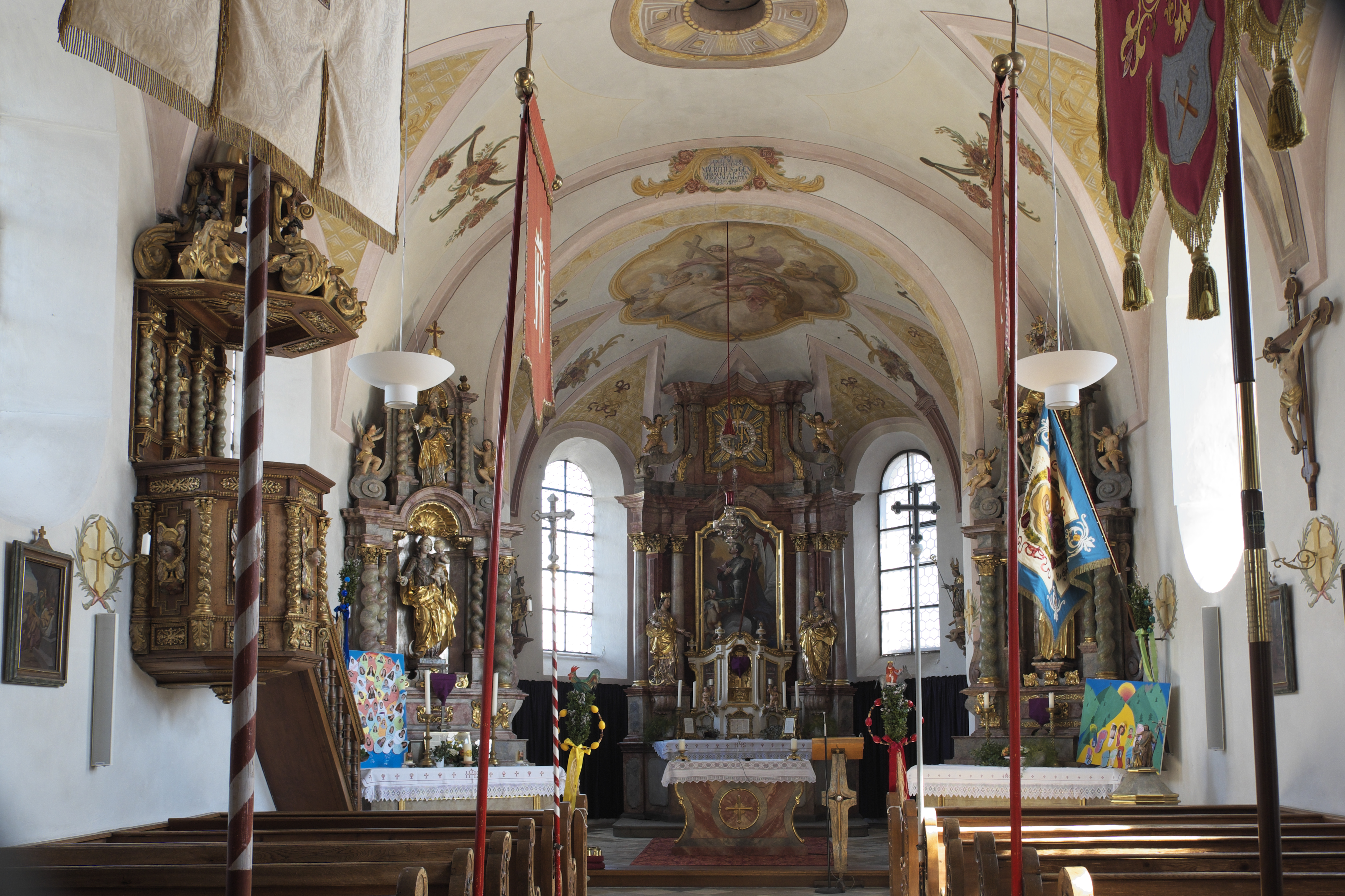
Innenraum
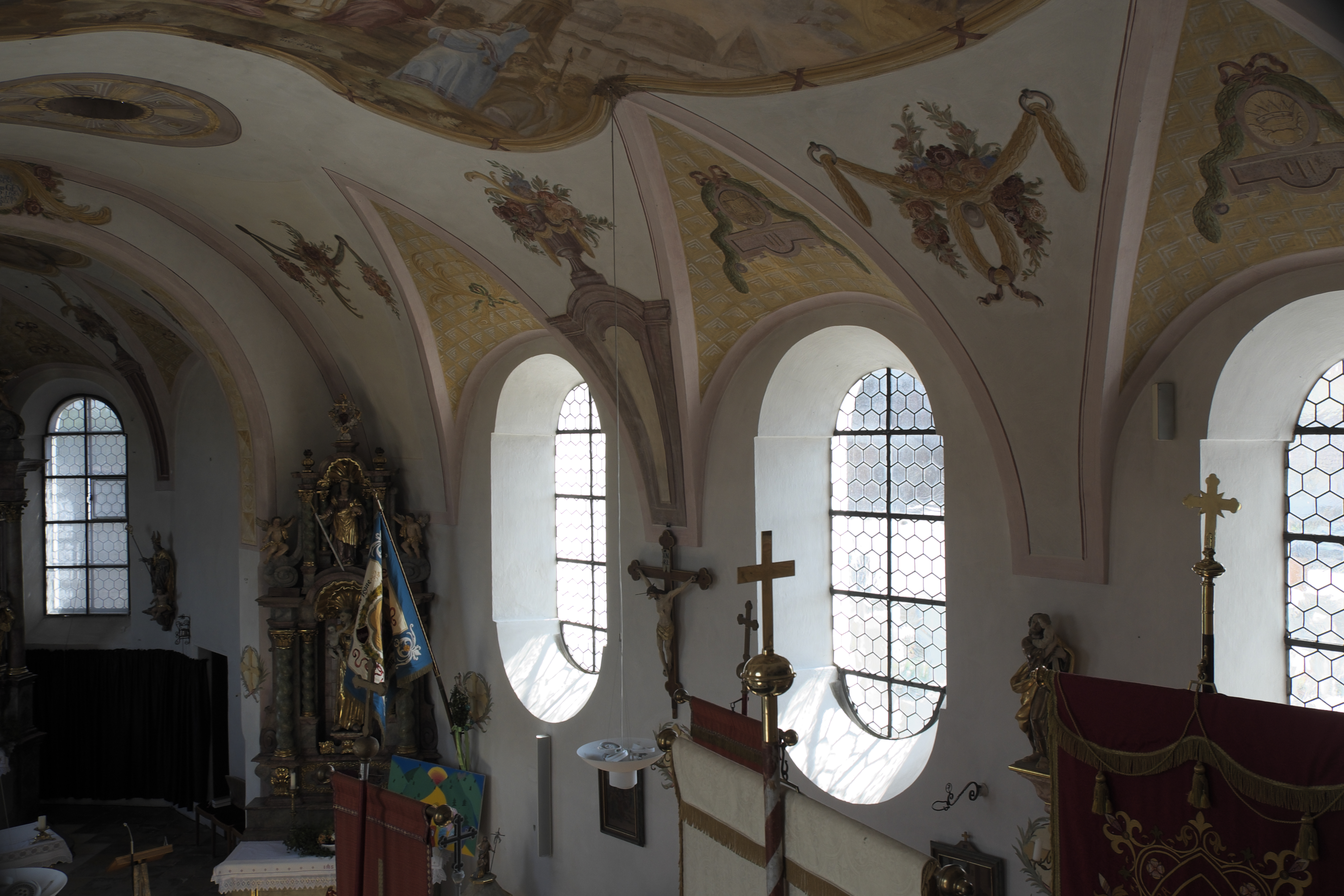
Innenraum
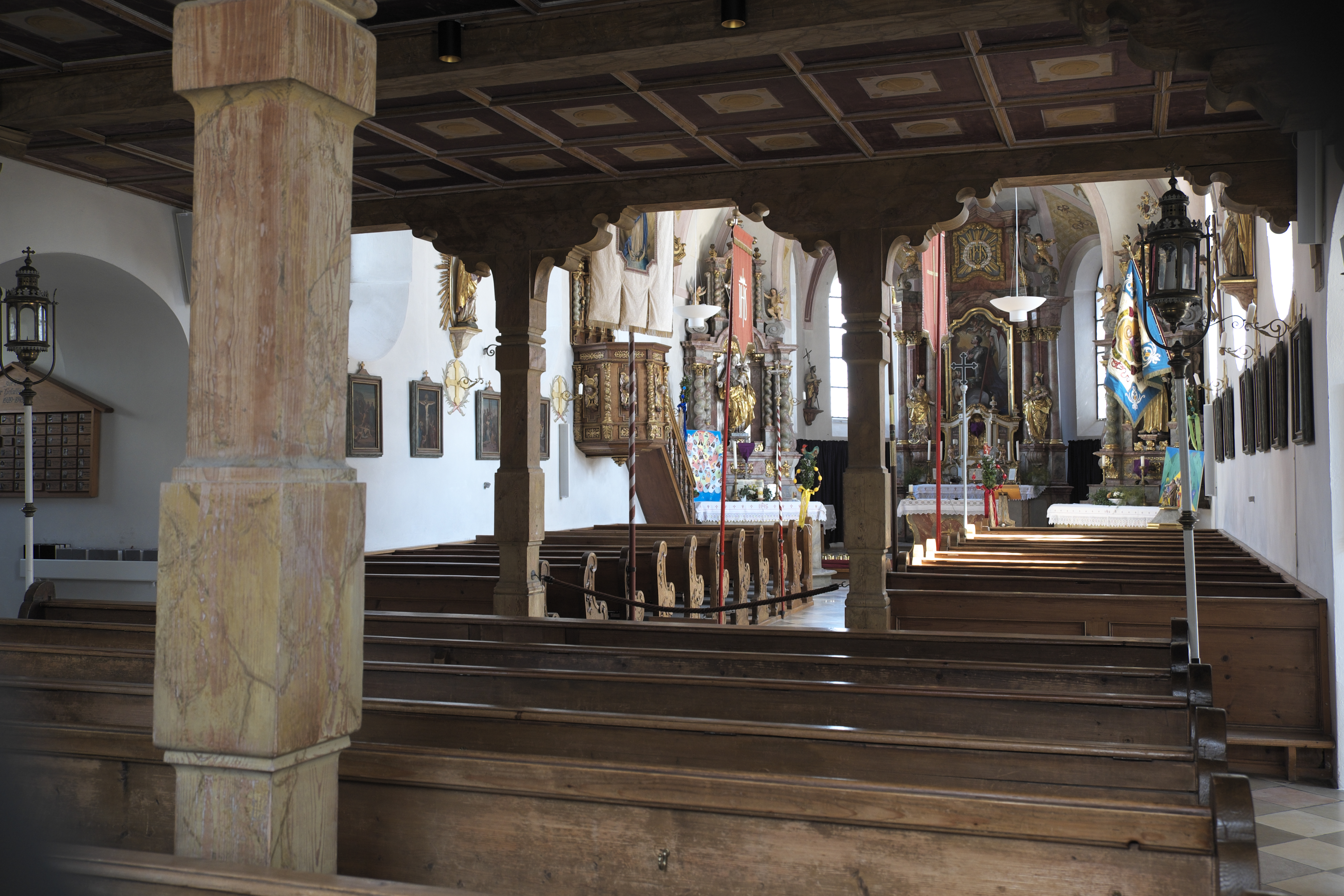
Innenraum

## Deckenfresken
Die Stichkappentonnen sind mit Fresken von Johann Sebastian Troger verziert. Sie sind mit der Jahreszahl 1784 bezeichnet und stellen Szenen aus der Legende des heiligen Mauritius, des Schutzpatrons der Kirche, dar. Im Chor ist die Glorie des Heiligen dargestellt, im Langhaus sein Verhör und sein Martyrium.

## Ausstattung

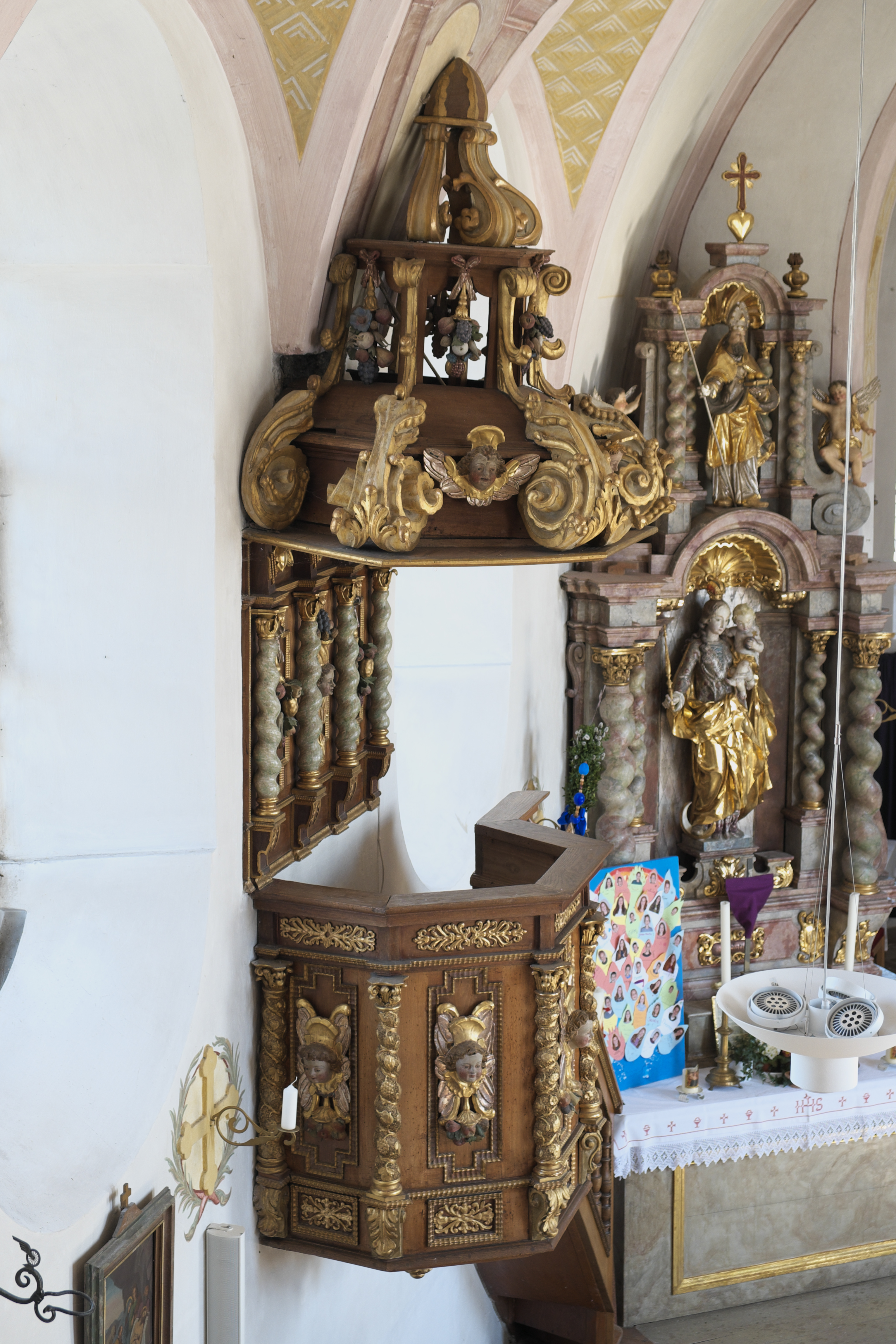
Kanzel

- Der Hochaltar wurde 1731 von Balthasar Zwinck dem Jüngeren geschaffen. Die Seitenfiguren stellen die heilige Katharina und die heilige Ursula dar. Das Altarblatt mit der Darstellung des heiligen Mauritius ist mit 1902 bezeichnet.
- Die Kanzel wird um 1678 datiert.
- Die Reliefs der Apostel an der Emporenbrüstung stammen aus dem späten 18. Jahrhundert.